# Hans Jørgensen (borgmester)
 Der er flere personer med dette navn, se Hans Jørgensen.
Hans Jørgensen (født 30. december 1948 i Bogense) er en dansk politiker, der fra 1. januar 2010 til 31. december 2013 var borgmester i Faaborg-Midtfyn Kommune. Indtil 31.12.2009 var han 2. viceborgmester. Han var i ni år borgmester i Årslev Kommune, der som følge af kommunalreformen i 2007 blev en del af Faaborg-Midtfyn Kommune.
Jørgensen er uddannet lærer og har været ansat ved Carl Nielsen Skolen i Nr. Lyndelse.